# 南田原町 (生駒市)
南田原町（みなみたわらちょう、みなみたはらちょう）は、奈良県生駒市の町名。郵便番号630-0135。

## 地理
南に俵口町、松美台、新生駒台、小明町、東にあすか野北、上町（飛び地）、北に西白庭台、北田原町、大阪府四条畷市と接する。

### 河川
- 天野川 - 四條畷市との境界付近を流れる。

## 歴史
南田原村と北田原村ははじめ東田原村として一体のものであったが、寛文年間（1661 - 1673年）から延宝7年（1679年）までの間に分けられた。
南田原・北田原の両村は郡山藩領だったが、延宝7年（1679年）に松平信之が郡山に転封してくると、その弟である旗本・松平信重へと分知され、以後幕末までその子孫が支配することとなった。

### 沿革
- 1889年（明治22年） - 高山村・鹿畑村・上村・北田原村と合併して北倭村が発足[8]。北倭村大字南田原となる[5]。
- 1957年（昭和32年） - 生駒町の大字となる[5]。
- 1971年（昭和46年） - 生駒市南田原町となる[5]。

## 世帯数と人口
2019年（令和元年）10月1日現在の世帯数と人口は以下の通りである。
| 町丁     | 世帯数  | 人口    |
| -------- | ------- | ------- |
| 南田原町 | 887世帯 | 2,092人 |

### 人口の変遷
国勢調査による人口の推移。
| 1995年（平成7年）  | 2,404人 | [ 9 ]  |  |
| 2000年（平成12年） | 2,318人 | [ 10 ] |  |
| 2005年（平成17年） | 2,177人 | [ 11 ] |  |
| 2010年（平成22年） | 2,123人 | [ 12 ] |  |
| 2015年（平成27年） | 2,030人 | [ 13 ] |  |

### 世帯数の変遷
国勢調査による世帯数の推移。
| 1995年（平成7年）  | 658世帯 | [ 9 ]  |  |
| 2000年（平成12年） | 704世帯 | [ 10 ] |  |
| 2005年（平成17年） | 714世帯 | [ 11 ] |  |
| 2010年（平成22年） | 742世帯 | [ 12 ] |  |
| 2015年（平成27年） | 746世帯 | [ 13 ] |  |

## 事業所
2016年（平成28年）現在の経済センサス調査による事業所数と従業員数は以下の通りである。
| 町丁     | 事業所数 | 従業員数 |
| -------- | -------- | -------- |
| 南田原町 | 59事業所 | 547人    |

## 交通

### バス
- 奈良交通
  - 北田原線
  - 上町生駒線
  - ひかりが丘住宅線・白庭台住宅線
  - 奈良交通北大和営業所#パークヒルズ田原線

### 道路
- 国道168号
- 阪奈道路

## 施設
- 長楽寺[15]
- 住吉神社（お松の宮）[16]